# Helcogramma lacuna
Helcogramma lacuna is een straalvinnige vissensoort uit de familie van drievinslijmvissen (Tripterygiidae). De wetenschappelijke naam van de soort is voor het eerst geldig gepubliceerd in 2003 door Williams & Howe.